# 韦敻
韦敻（502年—578年），字敬远，京兆郡杜陵县（今陕西省西安市长安区）人，京兆韦氏逍遥公房始祖，前后十次朝廷征辟他为官，都被他推辞，当时人号为“居士”，周明帝宇文毓称他为“逍遥公”。

## 生平
韦敻弱冠时被召拜为雍州中从事，因生性淡泊名利，遂称病辞官。此后十次被征辟为官，皆不应命。宣政元年二月，卒于家，时年七十七。

## 其他
韦敻的侄子韦寿年幼时，韦敻就曾经抚摸着他叹息说：“这个孩子类似他的父亲，应当会继承我们的宗族，可惜我见不到他富贵了。”

## 家庭

### 祖父
- 韦真憙，北魏冯翊、扶风二郡太守

### 父亲
- 韦旭，北魏右将军、南豳州刺史

### 兄弟
- 韦孝宽，北周上柱国、相州总管、郧襄公
- 韦孝固，吏部郎中、安平恭子
- 韦子迁，北魏安定县开国乡男
- 韦□顺，西魏奉朝请、假节、中垒将军、东秦州刺史

### 子女
- 韦世康，隋朝上开府、荆州总管、上庸文公
- 韦洸，隋朝柱国、广州总管、襄阳敬公
- 韦瓘，北周使持节、车骑大将军、仪同三司、隋州刺史、建安县子
- 韦藝，隋朝上大将军、营州总管、魏兴怀公
- 韦冲，隋朝开府、民部尚书、义丰县侯
- 韦約，隋朝太子洗马、仪同、观城公[2]

## 其他
- 韦赜，新唐书宰相世系表误记为韦敻之子，实际为韦瓘之子[3]
- 韦仁基，新唐书宰相世系表误记为韦敻之子，实际也为韦瓘之子[3]

## 延伸阅读
[在维基数据编辑]
 《周書/卷31》，出自令狐德棻《周書》